# Promy śródlądowe w Polsce

## Biebrza
| Miejscowość 1 | Miejscowość 2 | Województwo | Okres kursowania | Godziny kursowania | Obsługa połączenia | Położenie                                 | Uwagi                   |
| ------------- | ------------- | ----------- | ---------------- | ------------------ | ------------------ | ----------------------------------------- | ----------------------- |
| Mocarze       |               | podlaskie   | VII–IX           | b.d.               | b.d.               | 53°18′04″N 22°27′10″E/53,301167 22,452667 | nośność promu do 20 ton |
| Rutkowskie    |               | podlaskie   | VII – IX         | brak danych        | b.d.               | 53°15′25″N 22°27′09″E/53,256833 22,452500 | nośność promu do 8 ton  |
| Wierciszewo   |               | podlaskie   | VII – IX         | brak danych        | b.d.               | 53°13′23″N 22°26′01″E/53,223167 22,433500 | nośność promu do 8 ton  |

## Brda
| Miejscowość 1  | Miejscowość 2 | Województwo        | Okres kursowania | Godziny kursowania | Obsługa połączenia | Położenie                                 | Uwagi                                                            |
| -------------- | ------------- | ------------------ | ---------------- | ------------------ | ------------------ | ----------------------------------------- | ---------------------------------------------------------------- |
| Sokole-Kuźnica | Wielonek      | kujawsko-pomorskie | V – X            | b.d.               | b.d.               | 53°24′08″N 17°57′22″E/53,402167 17,956000 | 1. nośność promu do 10 ton 2. przeprawa na Zbiorniku Koronowskim |

## Bug
- Połączenie promowe Brańszczyk (Nakieł) / Kamieńczyk, czynna okresowo
- Połączenie promowe Drohiczyn/Bużyska[2]
- Przeprawa promem Niemirów/Gnojno – czynna okresowo, informacje o kursowaniu
- Połączenie promowe Zabuże/Mielnik[3] – czynne okresowo[4]

Położenie: 52°19′03,7″N 23°02′56,3″E/52,317694 23,048972

## Dunajec

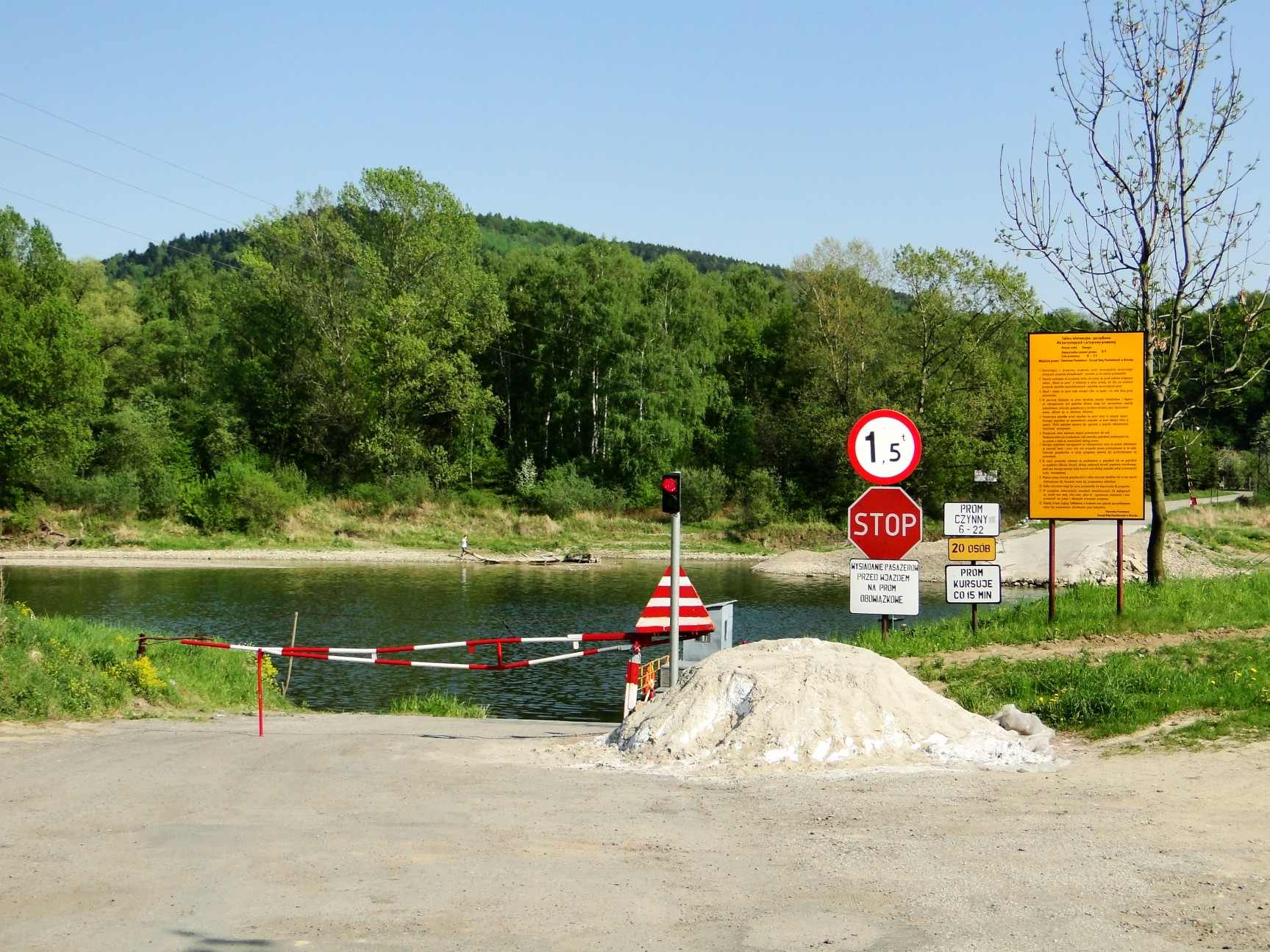
Wjazd na przeprawę promową w Czchowie

| Połączenie promowe                          | Okres kursowania                                                                       | Godziny kursowania                  | Opłata     | Obsługa połączenia                 | Nośność | Położenie                                 | Źr.         |
| ------------------------------------------- | -------------------------------------------------------------------------------------- | ----------------------------------- | ---------- | ---------------------------------- | ------- | ----------------------------------------- | ----------- |
| Wytrzyszczka/Tropie na Zbiorniku Czchowskim | cały rok                                                                               | 6:00–12:00, 13:00–22:00             | bezpłatnie | Zarząd Dróg Powiatowych w Brzesku  | 6 ton   | 49°47′41″N 20°39′55″E/49,794667 20,665167 | [ 5 ] [ 6 ] |
| Piaski-Drużków/Czchów                       | cały rok                                                                               | 6:00–21:00                          | bezpłatnie | Zarząd Dróg Powiatowych w Brzesku  | 6 ton   | 49°49′55″N 20°41′27″E/49,832000 20,690833 | [ 5 ]       |
| Otfinów/Pasieka Otfinowska                  | cały rok (nieczynny w okresach wysokiego poziomu wody rzeki i pokrywy lodowej lub kry) | 6:00–21:00                          | bezpłatnie | Zarząd Dróg Powiatowych w Tarnowie | –       | 50°10′19″N 20°49′00″E/50,172000 20,816667 | [ 5 ]       |
| Siedliszowice/Wietrzychowice                | cały rok (nieczynny w okresach wysokiego poziomu wody rzeki i pokrywy lodowej lub kry) | 6:00–18:00; 6:00–20:00 (1.05–31.10) | bezpłatnie | Zarząd Dróg Powiatowych w Tarnowie | –       | 50°11′30″N 20°46′15″E/50,191667 20,770833 | [ 5 ]       |

## JezioroBełdany
- Połączenie promowe Wierzba

## JezioroGopło
- Połączenie promowe Złotowo/Ostrówek

## Narew
- Połączenie promowe Czarnocin

Położenie 53°12′55″N 22°04′23″E/53,215333 22,073000
- Połączenie promowe Zambski Kościelne

Położenie 52°45′29″N 21°13′00″E/52,758167 21,216667
- Połączenie promowe Nowe Łachy/Nowy Lubiel

Okres kursowania: kwiecień – październik
Godziny kursowania: 7:30–20:00
Położenie: 52°47′26″N 21°24′08″E/52,790500 21,402167
Obsługa połączenia: tel. 508 137 822
- Połączenie promowe Teodorowo (powiat ostrołęcki) / teren niezamieszkały (najbliższa miejscowość to Łęg Starościński)

- Połączenie promowe Rakowo-Czachy

Położenie 53°08′01″N 22°12′05″E/53,133667 22,201500

## Nogat
- Połączenie promowe Kępiny Wielkie/Kępiny Małe Przeprawa jest wciąż umieszczana na większości map samochodowych, mimo że została zlikwidowana w 2012 roku, z powodu braku porozumienia w sprawie jej finansowania pomiędzy Starostwami Powiatowymi w Elblągu i w Nowym Dworze Gdańskim. Przeprawa obsługiwana była przez zbudowany w 2000 r. prom linowy, pasażersko-samochodowy "Wacław II", który został przekazany do gminy Nieszawa, gdzie miał obsługiwać połączenie promowe na Wiśle[7].

Położenie: 54°13′53,7″N 19°18′32,6″E/54,231583 19,309056

## Noteć

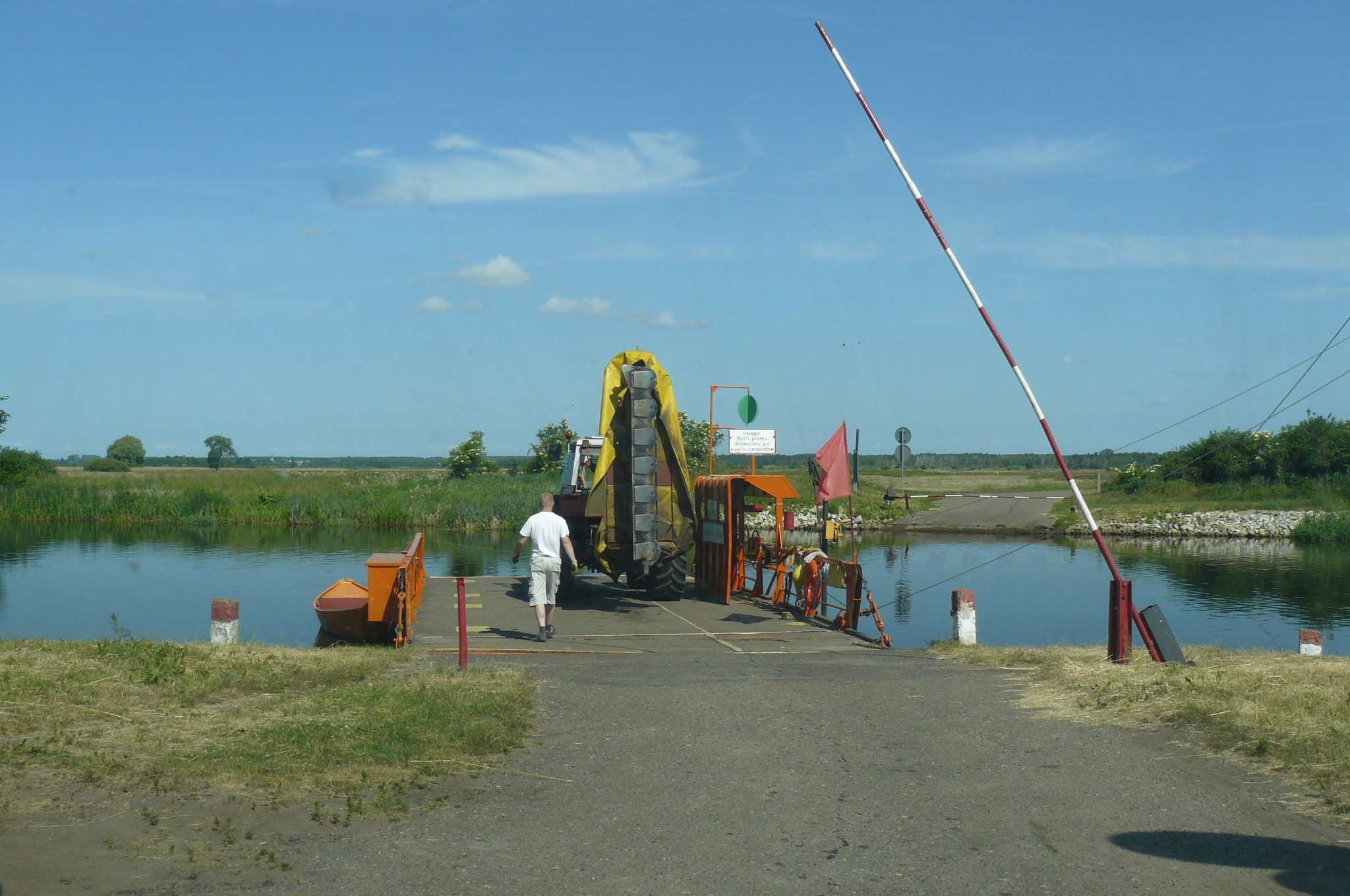
Prom w Ciszkowie

- Połączenie promowe Radolin/Walkowice
- Połączenie promowe Ciszkowo/Gajewo w ciągu drogi wojewódzkiej nr 153

## Motława
- Prom pasażerski Motława: Połączenie promem po Starej Motławie w Gdańsku pomiędzy Żurawiem Gdańskim, a Narodowym Muzeum Morskim na Wyspie Ołowiance.

Transport: piesi

## Odra

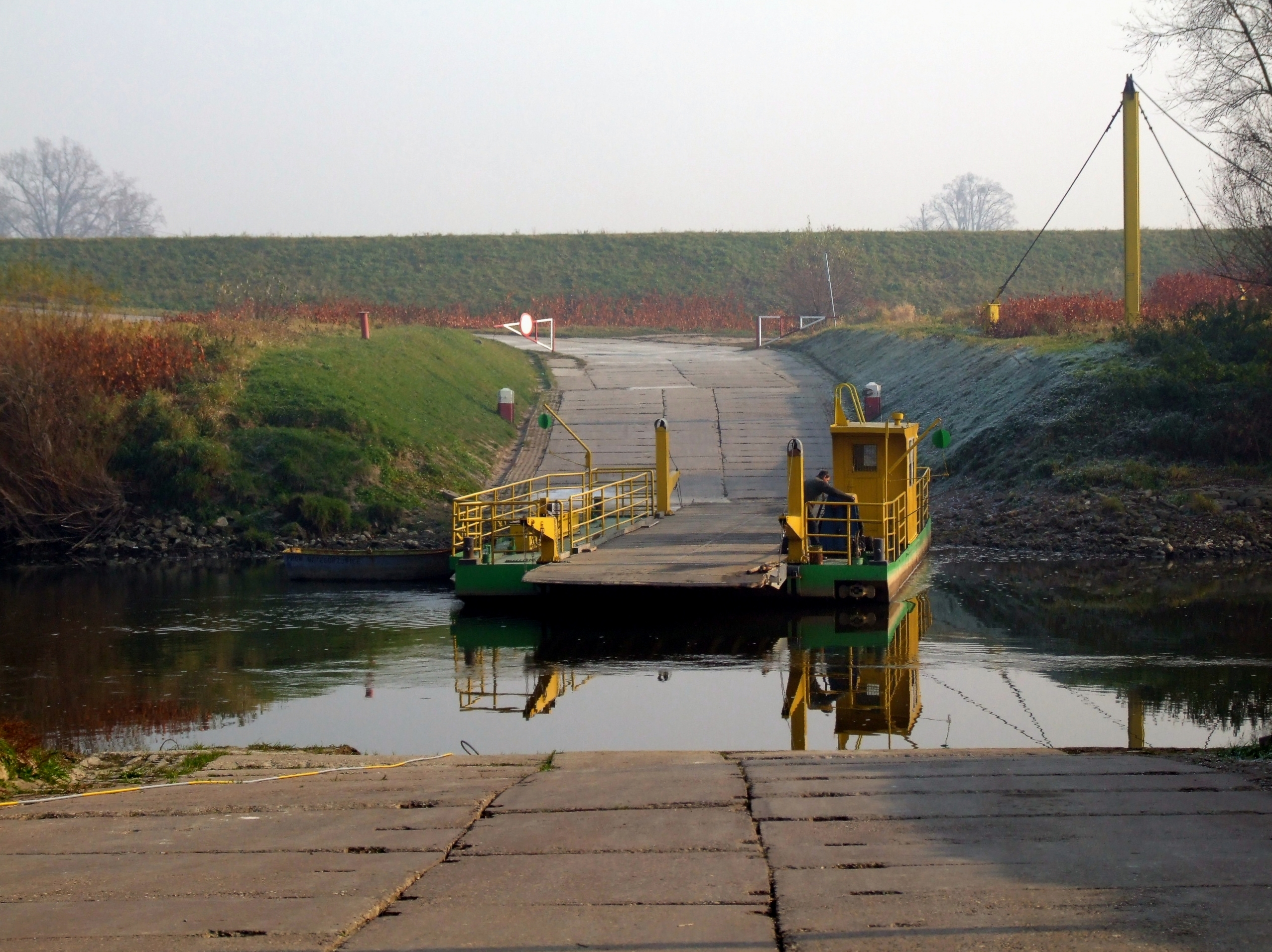
Prom w Ciechowiach

- Prom w CiechowiachPołączenie promowe Ciechowice/Grzegorzowice w ciągu drogi wojewódzkiej nr 421

Okres kursowania: cały rok
Godziny kursowania:
pn.-sb. 5:30-9:30 i 13:00-17:00
ndz. 9:30-12:30 i 13:30-17:00
Bezpłatnie
Nośność: 10 ton
Położenie: 50°10′05″N 18°15′35″E/50,168000 18,259833
- Połączenie promowe Zdzieszowice/Mechnica

Okres kursowania: cały rok
Godziny kursowania: 5:00–22:00
Obsługa połączenia: ZDP w Krapkowicach
Nośność: 18 ton
Położenie: 50°24′38″N 18°06′28″E/50,410667 18,107667
- Połączenie promowe Chobienia w ciągu drogi wojewódzkiej nr 334

Okres kursowania: nie kursuje od 10 września 2012
Godziny kursowania: w związku ze zrealizowaniem inwestycji budowy mostu w Ciechanowie przeprawa zlikwidowana
Obsługa połączenia: [DSDiK we Wrocławiu]
Położenie: 51°32′43″N 16°27′07″E/51,545333 16,451833
- Połączenie promowe Ciechanów/Radoszyce w ciągu drogi wojewódzkiej nr 323

Okres kursowania: nie kursuje od 10 września 2012
Godziny kursowania: w związku ze zrealizowaniem inwestycji budowy mostu w Ciechanowie przeprawa zlikwidowana
Obsługa połączenia: [DSDiK we Wrocławiu]
Położenie: 51°34′34″N 16°25′51″E/51,576167 16,430833
- Połączenie promowe Leszkowice/Bełcz Wielki w ciągu drogi wojewódzkiej nr 330

Połączenie zaznaczone na niektórych mapach (m.in. wydawnictwa Mapy Ścienne Beata Piętka) jako most nie jest czynne od II wojny światowej. Nie ma w tym miejscu obecnie żadnego połączenia promowego
- Połączenie promowe Bytom Odrzański w ciągu drogi wojewódzkiej nr 326

Połączenie zaznaczone na większości map samochodowych nie jest czynne od 1996 r.
W latach 1907–1945 znajdował się tu most, następnie prom, a od 2009 r. okresowo przewóz pieszych i rowerzystów łodzią

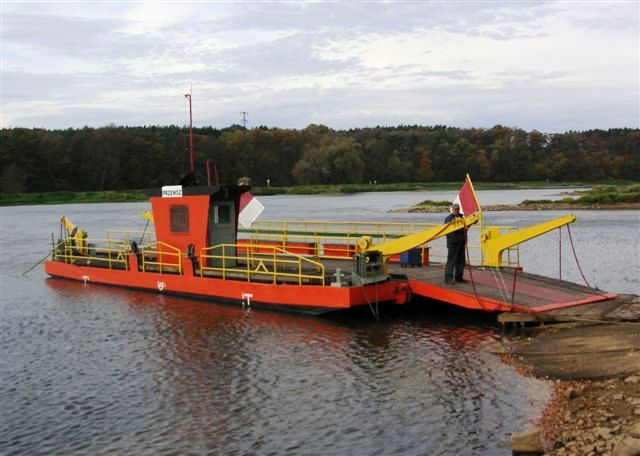
Prom w Milsku

- Połączenie promowe Milsko w ciągu drogi wojewódzkiej nr 282

Okres kursowania: nie kursuje od 2 listopada 2022
Godziny kursowania: w związku ze zrealizowaniem inwestycji budowy mostu w Milsku przeprawa zlikwidowana
Obsługa połączenia: ZDW w Zielonej Górze
Nośność: 6 ton
Położenie: 51°56′58″N 15°46′27″E/51,949500 15,774167

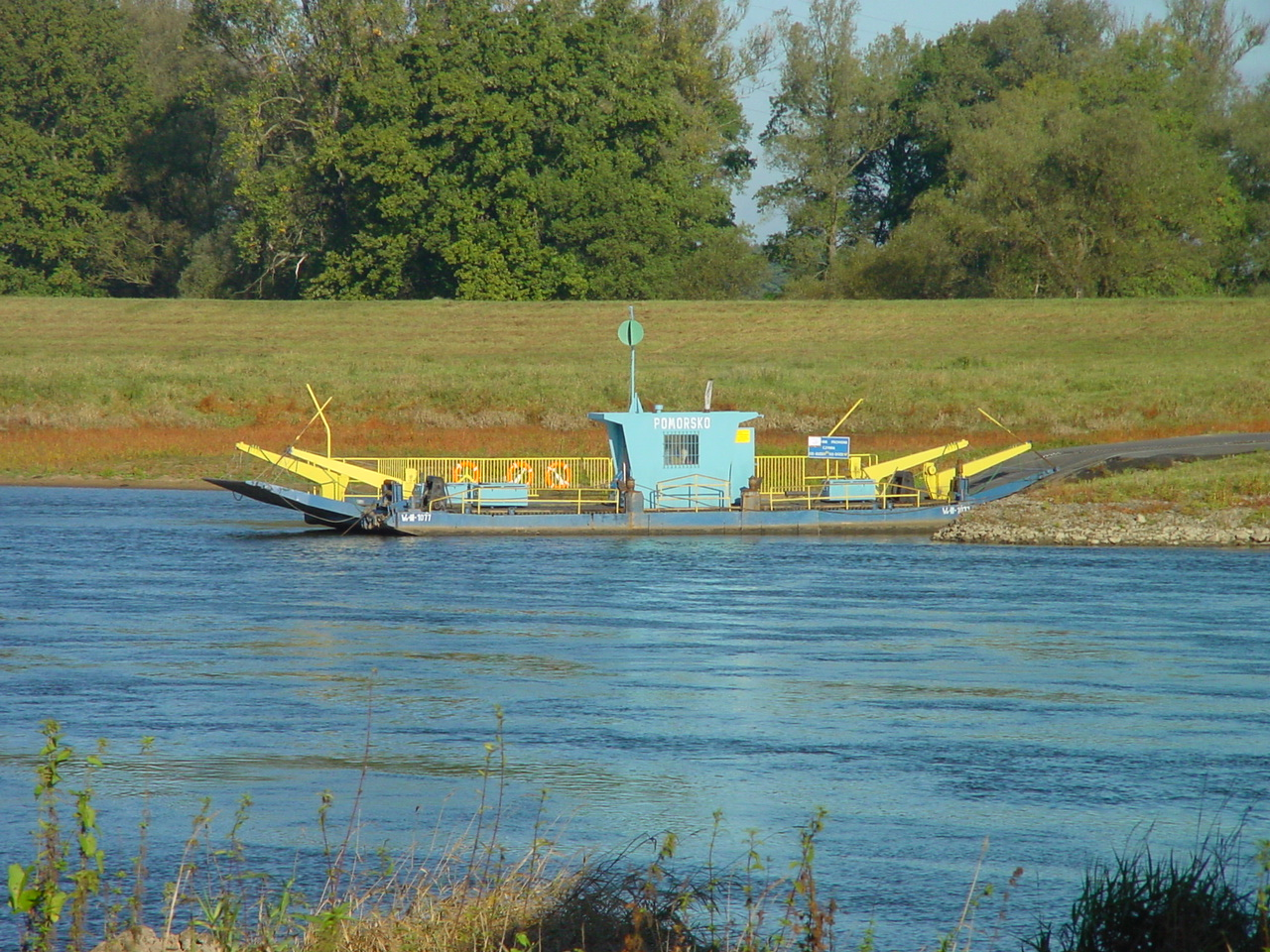
Prom w Pomorsku

- Połączenie promowe Pomorsko w ciągu drogi wojewódzkiej nr 281

Kursuje w porze dziennej
Bezpłatnie
Obsługa połączenia: ZDW w Zielonej Górze
Nośność: 6 ton
Położenie: 52°02′31″N 15°28′16″E/52,042000 15,471167
- Połączenie promowe Brody w ciągu drogi wojewódzkiej nr 280

Kursuje w porze dziennej
Bezpłatnie
Obsługa połączenia: ZDW w Zielonej Górze
Nośność: 6 ton
Położenie: 52°03′19″N 15°25′44″E/52,055167 15,429000
- Połączenie promowe Radnica

Połączenie zaznaczone na niektórych mapach (m.in. wydawnictwa Mapy Ścienne Beata Piętka) nie jest czynne od 2002 r.
- Połączenie promowe Połęcko w ciągu drogi wojewódzkiej nr 138

Kursuje w porze dziennej
Bezpłatnie
Obsługa połączenia: ZDW w Zielonej Górze
Nośność: 6 ton
Położenie: 52°03′06″N 14°53′34″E/52,051667 14,892667
- Połączenie promowe Gozdowice/Güstebieser Loose

Okres kursowania: kwiecień – październik (z wyjątkiem poniedziałków)
Godziny kursowania:
kwiecień, wrzesień: 8:00–19:00
maj, sierpień: 8:00–20:00
czerwiec, lipiec od 7:00–21:00
październik: 8:00–18:00
Obsługa połączenia: Gmina Mieszkowice
Położenie: 52°45′47″N 14°19′04″E/52,763000 14,317667
W tym miejscu znajdowała się przeprawa promowa do końca II wojny światowej. W październiku 2007 r., po kilku latach starań, otwarto jako pierwszą w Polsce i jedną z kilku w Europie transgraniczną rzeczną przeprawę promową. Przeprawę obsługuje nowoczesny prom „Bez Granic” z napędem bocznokołowym zbudowany w stoczni RENOD w Dobrzeniu Wielkim.

## Pilica
- Połączenie promowe Domaniewice/Myślakowice

Okres kursowania: cały rok
Godziny kursowania:
kwiecień – październik: 7:00–20:00
przerwa 12:00 – 13:00
październik – kwiecień: 7:00 – 18:00
przerwa 12:00 – 13:00
nośność – 8 ton
Prom nie kursuje przy ekstremalnych stanach wody oraz podczas gwałtownych zjawisk pogodowych
Położenie: 51°36′34″N 20°27′08″E/51,609500 20,452167

## Raba
- Połączenie promowe Cikowice

Połączenie zaznaczone na większości map samochodowych nie jest czynne od lat 70. ubiegłego wieku.

## San

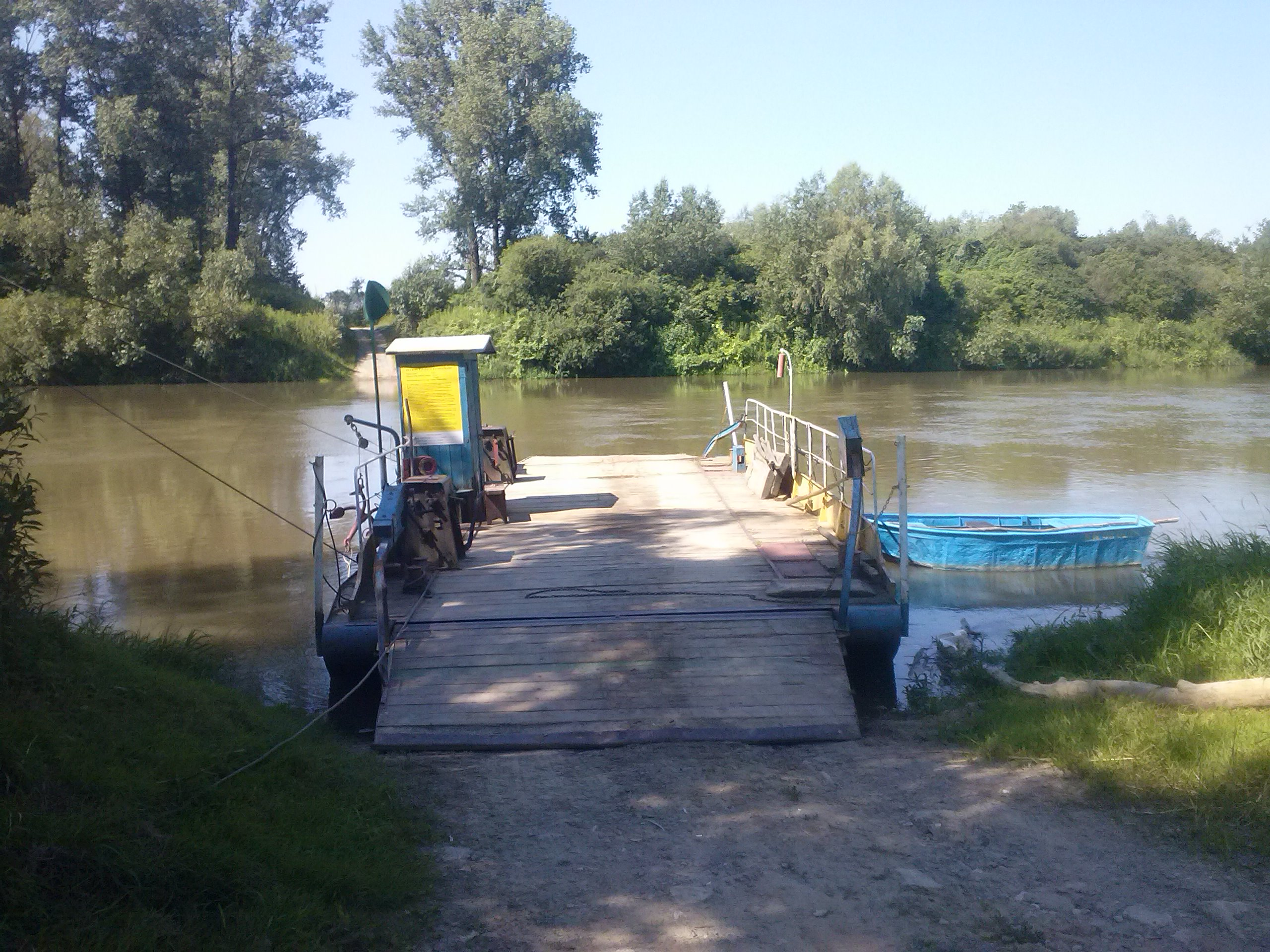
Prom w Manasterzu

- Połączenie promowe Krzemienna/Jabłonica Ruska

Położenie: 49°42′13″N 22°12′11″E/49,703500 22,203167
- Połączenie promowe Nozdrzec/Dąbrówka Starzeńska

Okres kursowania: sezonowo – nie kursuje przy zbyt niskim stanie wody
Godziny kursowania:
dni robocze: 6:00–22:00
weekend i święta: nie kursuje
Bezpłatnie
Położenie: 49°46′55″N 22°13′22″E/49,781833 22,222833
Połączenie nie jest zaznaczone na większości map samochodowych.
- Połączenie promowe Bachórzec/Sielnica

Okres kursowania: cały rok – nie kursuje przy zbyt niskim stanie wody
Godziny kursowania:
dni robocze: 6:00–18:00
weekend i święta: 7:00–14:00
Bezpłatnie
Położenie: 49°48′37″N 22°19′14″E/49,810167 22,320667
- Połączenie promowe Babice

Okres kursowania: cały rok – nie kursuje przy zbyt niskim stanie wody
Godziny kursowania:
dni robocze: 6:00–18:00
weekend i święta: 7:00–14:00
Bezpłatnie
Położenie: 49°48′38″N 22°28′20″E/49,810667 22,472333
- Połączenie promowe Krasiczyn/Korytniki

Od 1988 roku znajduje się tu most, nadal zaznaczany na niektórych mapach jako prom.
- Połączenie promowe Wyszatyce
- Połączenie promowe Niziny/Barycz
- Połączenie promowe Kostków/Manasterz
- Połączenie promowe Sarzyna/Bystre

Połączenie zaznaczone na większości map samochodowych nie jest czynne od ok. roku 1992.
- Połączenie promowe Rudnik nad Sanem/Bieliny

Połączenie zaznaczone na większości map samochodowych nie jest czynne od ok. roku 1995.
Okresowo przewóz łodzią pieszych i rowerzystów.
- Połączenie promowe Czekaj Pniowski/Wrzawy w ciągu drogi wojewódzkiej nr 854

Połączenie zaznaczone na większości map samochodowych jest czynne od poniedziałku do piątku.
Nieczynne przy zbyt niskim stanie wody.
Przewóz płatny (tylko rowerzyści bezpłatne).
Okresowo przewóz łodzią pieszych i rowerzystów.

## Świna
| Miejscowość 1         | Miejscowość 2         | Województwo        | Okres kursowania | Godziny kursowania | Obsługa połączenia | Położenie                                     | Uwagi                                                                                                |
| --------------------- | --------------------- | ------------------ | ---------------- | --- | ------------------ | --------------------------------------------- | --- |

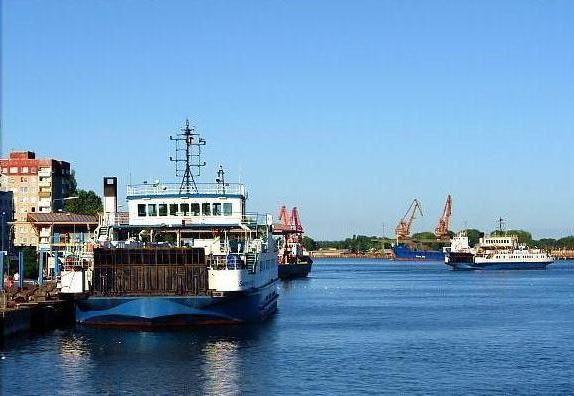
Prom Bielik III

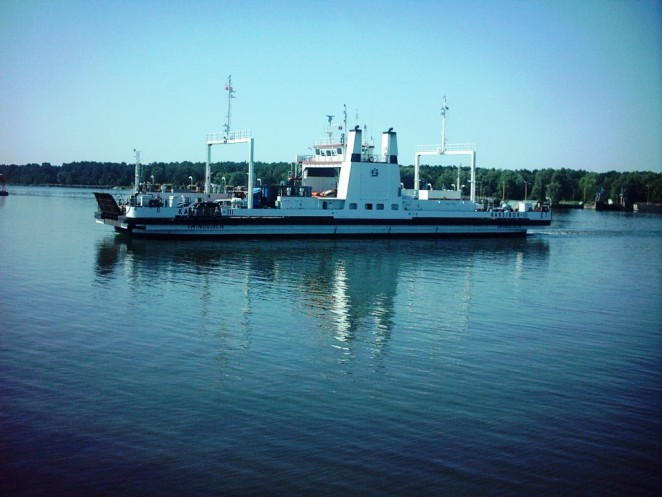
Prom Karsibór III

| Świnoujście (Warszów) | Świnoujście (centrum) | zachodniopomorskie | cały rok         | 23:30 dnia poprzedniego - 5:00 co 60 minut 05:00 – 23:00 co 30 minut, w szczycie co 20 minut (w przypadku wystąpienia kolejek promy kursują non stop) | Żegluga Świnoujska | 53°54′23,0″N 14°15′43,9″E/53,906400 14,262200 | Transport: Piesi - około 600 osób, rowerzyści, pojazdy o DMC do 3,5 tony bez względu na rejestrację. |
| Świnoujście           | Ognica                | zachodniopomorskie | cały rok         | Przeprawa Karsibór – promy Karsibór przewożą wyłącznie pojazdy z materiałami niebezpiecznymi, ponadnormatywne oraz zaprzęgowe w godzinach 08:00- 15:00.Rozkład kursowania promu od dnia 1 stycznia 2024r.: z Ognicy (wyspa Wolin): 08:00, 10:00, 12:00, 14:00 z miasta ( wyspa Uznam): 09:00, 11:00, 13:00, 15:00 W niedzielę i święta prom Karsibór nie kursuje. | Żegluga Świnoujska | 53°51′46,4″N 14°16′52,3″E/53,862900 14,281200 | 1. Transport: piesi, samochody osobowe i ciężarowe 2. Typ promu: promy typu „Karsibór”               |

## Warta
| Miejscowość 1 | Miejscowość 2           | Województwo           | Okres kursowania               | Godziny kursowania | Obsługa połączenia                                              | Położenie                                       | Uwagi |
| ------------- | ----------------------- | --------------------- | ------------------------------ | --- | --------------------------------------------------------------- | ----------------------------------------------- | --- |
| Księże Młyny  | Łęg Piekarski           | łódzkie/wielkopolskie | IV – X                         | zmienne | b.d.                                                            | 51°53′07″N 18°44′28″E/51,885167 18,741000       | nośność promu do 20 ton |
| Ostrowsko     | Wieścice                | łódzkie               | kwiecień – październik         | zmienne | b.d.                                                            | 51°59′42″N 18°45′26″E/51,995000 18,757167       | nośność promu do 15 ton |
| Kozubów       | Osina cz. wsi Brzozówka | wielkopolskie/łódzkie | cały rok                       | - IV – X: 07:00 – 19:00 dni robocze, 08:00 – 14:00 niedziele i święta - XI – III: krócej lub nie kursuje                        | Zarząd Dróg Powiatowych w Turku                                 | 52°02′17″N 18°43′09″E/52,038000 18,719167       | 1. nośność promu do 8 ton 2. na wielu mapach np. Marco Polo, Mapy Ścienne Beata Piętka jest zaznaczone jako most                                                      |
| Waki          | Ksawerów                | wielkopolskie         | cały rok                       | - IV – X: 08:00 – 20:00 dni robocze, 08:00-09:30; 12:00-13:00; 18:00-19:30 niedziele i święta - XI – III krócej lub nie kursuje | Gmina Kościelec                                                 | 52°02′17″N 18°43′09″E/52,038000 18,719167       | nośność promu do 10 ton |
| Biechowy      | Piersk                  | wielkopolskie         | V – X                          | b.d. | b.d.                                                            | 52°12′55,73″N 18°26′05,50″E/52,215480 18,434860 | nośność promu do 10 ton |
| Wola Podłężna | Ladorudz                | wielkopolskie         | b.d.                           | b.d. | b.d.                                                            | 52°13′38,46″N 18°19′55,13″E/52,227350 18,331980 | – |
| Sławsk        | Węglewskie Holendry     | wielkopolskie         | IV – X                         | b.d. | b.d.                                                            | 52°11′54,56″N 18°08′00,20″E/52,198490 18,133390 | nośność promu do 10 ton |
| Sługocin      | Lisiniec                | wielkopolskie         | cały rok                       | b.d. | b.d.                                                            | 52°11′25,69″N 18°01′16,86″E/52,190470 18,021350 | nośność promu do 8 ton |
| Ciążeń        |                         | wielkopolskie         | cały rok                       | b.d. | b.d.                                                            | 52°12′28,76″N 17°49′00,95″E/52,207990 17,816930 | nośność promu do 8 ton |
| Dłusk         |                         | wielkopolskie         | brak danych                    | b.d. | b.d.                                                            | 52°10′38,3″N 17°41′57,8″E/52,177300 17,699400   | – |
| Pogorzelica   | Nowa Wieś Podgórna      | wielkopolskie         | cały rok                       | brak danych | brak danych                                                     | 52°08′28,97″N 17°35′23,06″E/52,141380 17,589740 | nośność promu do 10 ton |
| Czeszewo      |                         | wielkopolskie         | zwykle od maja do października | w 2020 r. tylko w weekendy od 10-18                                                                                             | Nadleśnictwo Jarocin                                            | 52°08′38,51″N 17°30′29,59″E/52,144030 17,508220 | nośność promu do 8 ton |
| Dębno         | Orzechowo               | wielkopolskie         | cały rok                       | w dni powszechne – 6-9 i 13-16 sobota w godz. 9-13 niedziela w godz. 10-16                                                      | b.d                                                             | 52°06′23,47″N 17°28′34,39″E/52,106520 17,476220 | nośność promu do 8 ton |
| Wartosław     | Aleksandrowo            | wielkopolskie         | cały rok                       | b.d. | b.d.                                                            | 52°43′09,5″N 16°17′04,2″E/52,719300 16,284500   | nośność promu do 3,5 tony |
| Chojno-Wieś   | Karolewo                | wielkopolskie         | cały rok                       | b.d. | b.d.                                                            | 52°41′55,7″N 16°13′10,9″E/52,698800 16,219700   | nośność promu do 7 ton |
| Zatom Stary   | Zatom Nowy              | wielkopolskie         | cały rok                       | b.d. | b.d.                                                            | 52°38′15,7″N 15°58′09,8″E/52,637700 15,969400   | nośność promu do 8 ton |
| Santok        |                         | lubuskie              | cały rok                       | b.d. | b.d.                                                            | 52°44′00,96″N 15°23′50,96″E/52,733600 15,397490 | nośność promu do 6 ton |
| Kłopotowo     | Witnica                 | lubuskie              | cały rok                       | 6:00-10:00 i 13:00-17:00 oprócz niedziel i świąt, oczekuje na 1 pojazd                                                          | Zarząd Dróg Powiatowych w Gorzowie Wielkopolskim zs. w Baczynie | 52°37′55,2″N 14°54′54,4″E/52,632000 14,915100   | prom „Lubusz”; nośność promu do 15 ton; zakaz wjazdu pojazdów o rzeczywistej masie całkowitej ponad 8 t; zakaz wjazdu samochodów ciężarowych (nie dotyczy ciągników); |

## Wisła

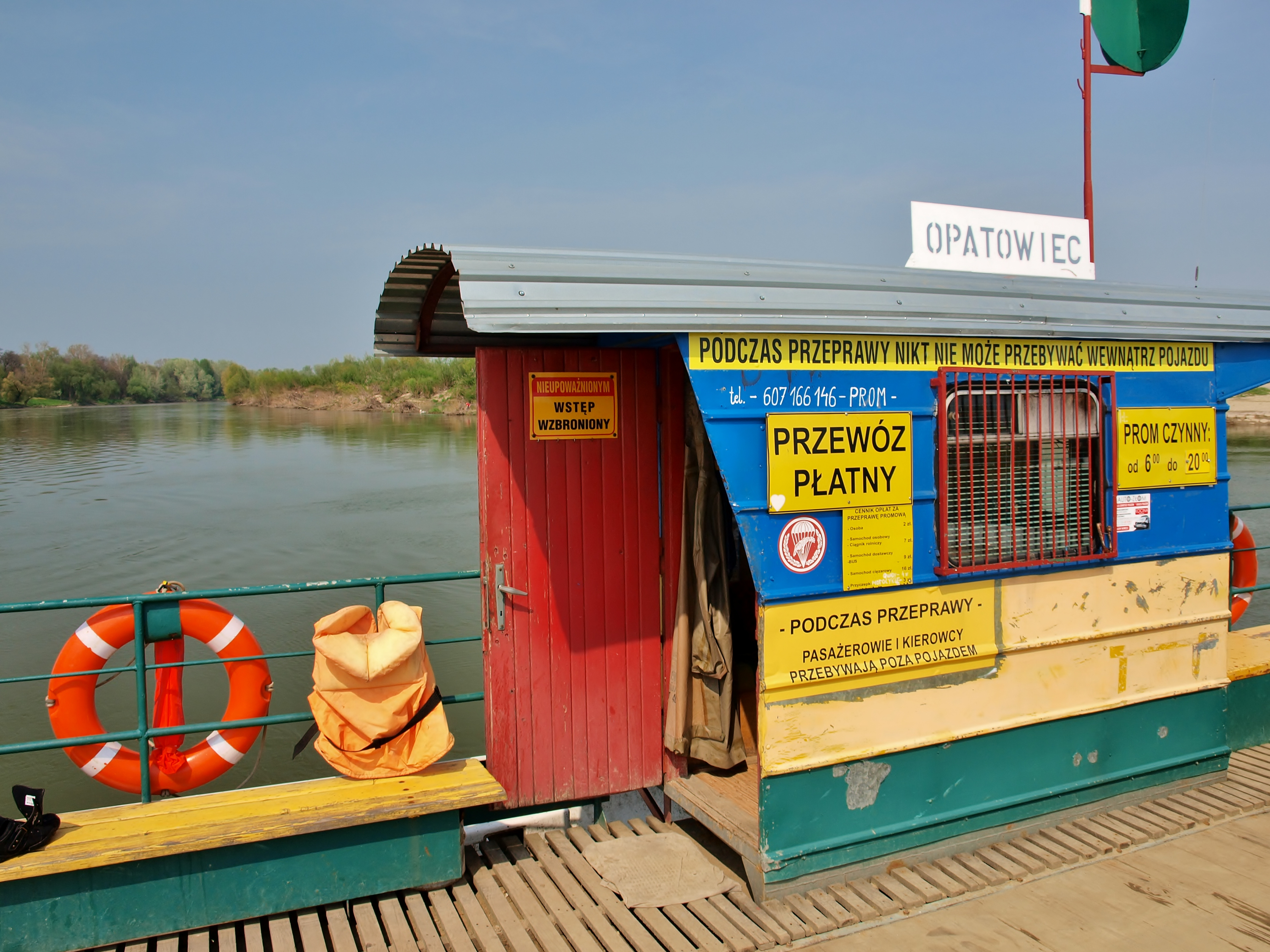
Przeprawa promowa na Wiśle z Opatowca do Ujścia Jezuickiego

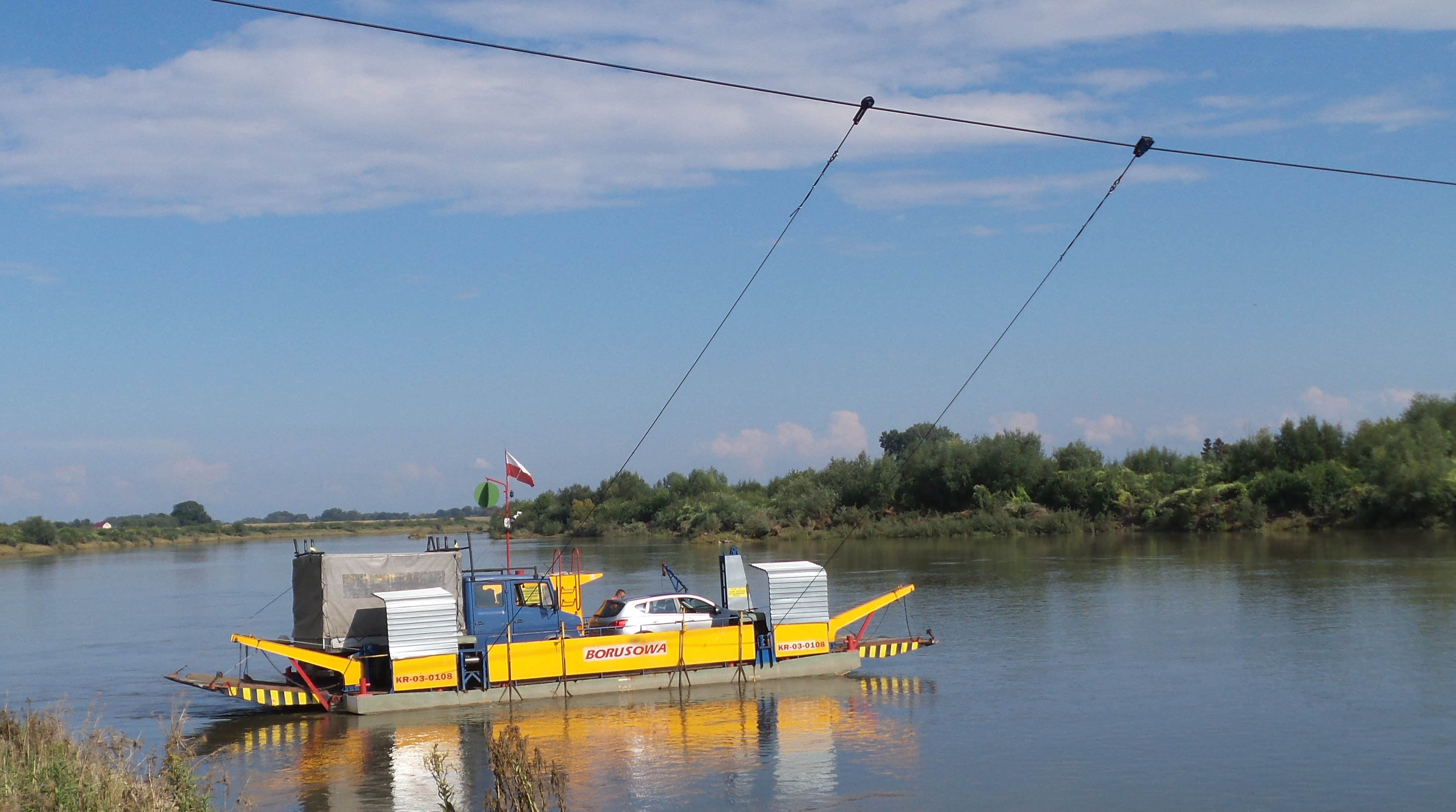
Nieistniejący już prom górnolinowy w Borusowej na rzece Wiśle

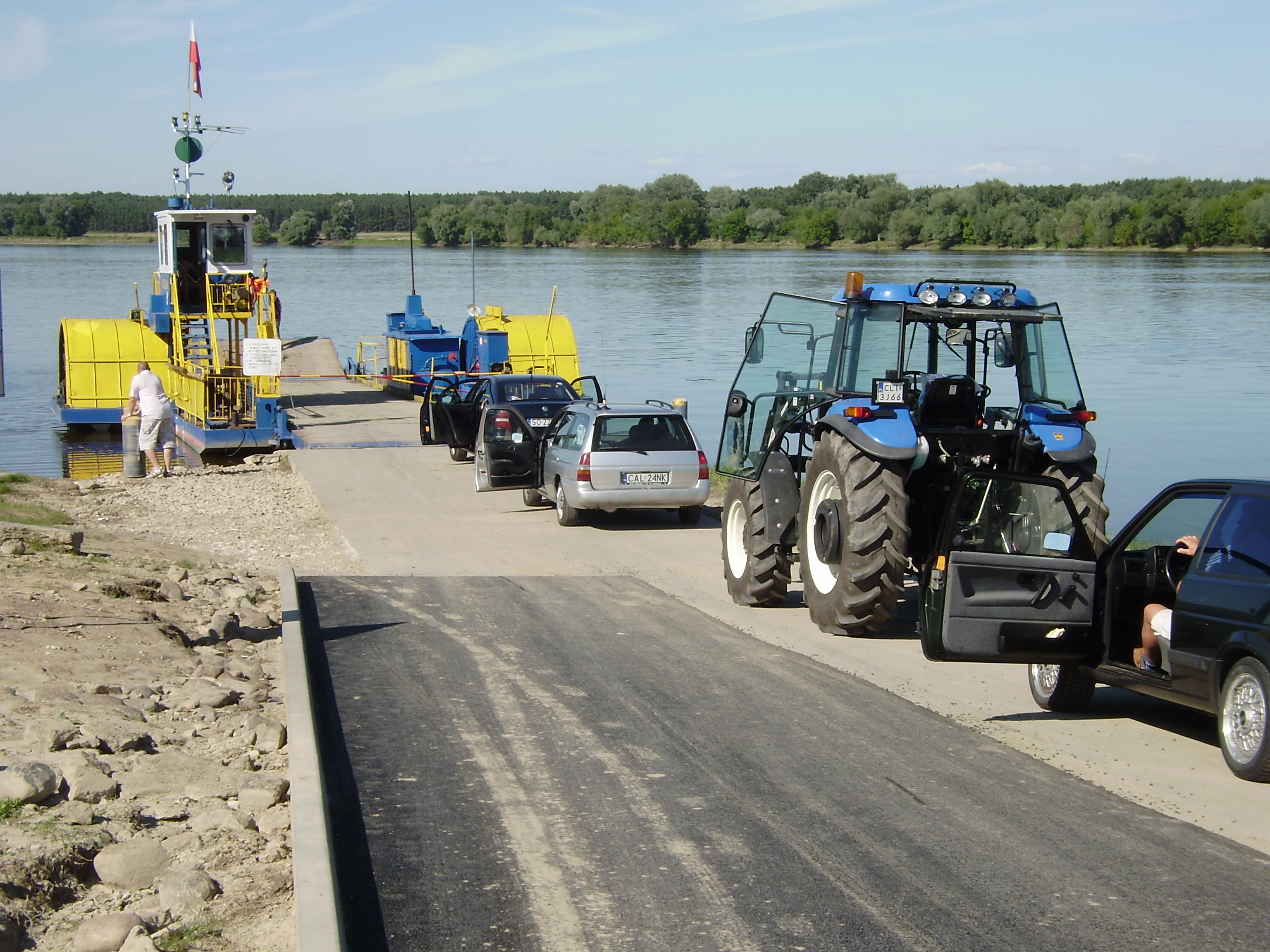
Przeprawa promowa na Wiśle w Nieszawie

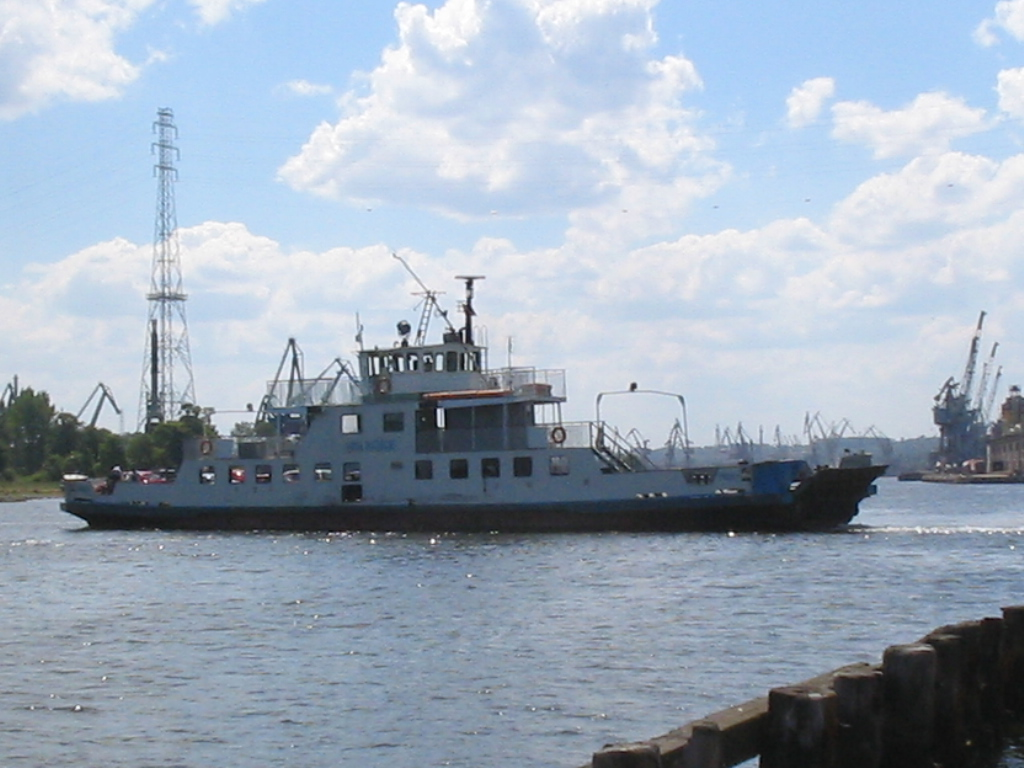
Prom łączący Wisłoujście z Nowym Portem

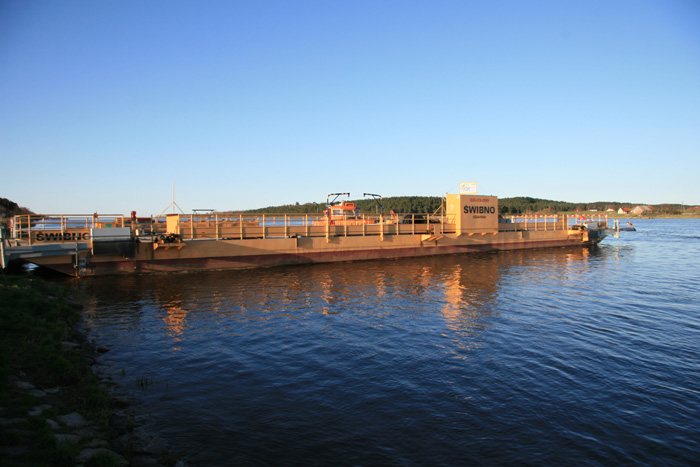
Prom Świbno (kwiecień 2007)

- Połączenie promowe Przewóz/Podłęże
- Połączenie promowe Czernichów/Pasieka[10]
- Połączenie promowe Kopanka/Jeziorany[10]

- Połączenie promowe Baranów Sandomierski/Świniary Stare
- Połączenie promowe Tarnobrzeg/Ciszyca
- Połączenie promowe Zawichost/Janiszów
- Połączenie promowe Kazimierz Dolny/Janowiec samochody osobowe, rowery, piesi
- Połączenie promowe Bochotnica/Nasiłów samochody osobowe, rowery, piesi
- Połączenie promowe Świerże Górne/Antoniówka (Przewóz)

Rozkład kursów promu (od Antoniówki do Świerż):
Dni robocze: 6:30, 7:00, 8:10, 9:10, 9:40, 10:10, 10:40, 11:10, 12:10, 13:10, 14:25, 15:10, 15:50, 17:10, 18:00, 19:10
Niedziela: 7:10, 8:40, 9:10, 10:40, 11:10, 14:10, 16:10, 18:00, 19:10
- Połączenie promowe Karczew/Gassy (IV - XI)[11]
- Połączenie promowe Nieszawa/Stare Rybitwy
- Połączenie promowe Solec Kujawski/Czarnowo (sezonowe)[12]
- Połączenie promowe na przekopie Wisły, łączące Mikoszewo i Świbno.

Transport: piesi (do 100 osób), samochody osobowe, samochody ciężarowe i autokary.
Okres pływania: zazwyczaj od ostatniego piątku lub soboty kwietnia do 1 Listopada (zmienny co roku o kilka dni)
Godziny kursowania: (od maja do końca września) od 5.20 do 22.00 co 30 minut (lub non stop w godzinach szczytu), (od października do końca sezonu) od 5:20 do 20:00
Pojemność: 21 aut osobowych.
Rok budowy: 2006
Obsługa połączenia: Wodnik Marek Wolak, Sylwia Szachowicz Sp. J.
Obecny typ promu: Prom liniowy "Świbno", napędzany przez płynący obok holownik. Nośność łączna promu to 90 ton.
Historia połączenia: Od 1895 r. oraz następnie od 1945 r.
Inne: Największy prom na Wiśle.

## Wisłok
- Połączenie promowe Korniaktów Płn/Korniaktów Płd.

Połączenie nie istnieje od roku 1986 (jest zaznaczone na niektórych mapach samochodowych)
- Most Budy Łańcuckie/Korniaktów Płd.

Istnieje od roku 1986 (Na niektórych mapach samochodowych jest zaznaczony prom)

## Wisłoka
- Połączenie promowe Mielec – Rzochów

Połączenie nie istnieje od lat 90. XX w. (jest zaznaczone na większości map samochodowych)